# Klasyfikacja klimatów Köppena

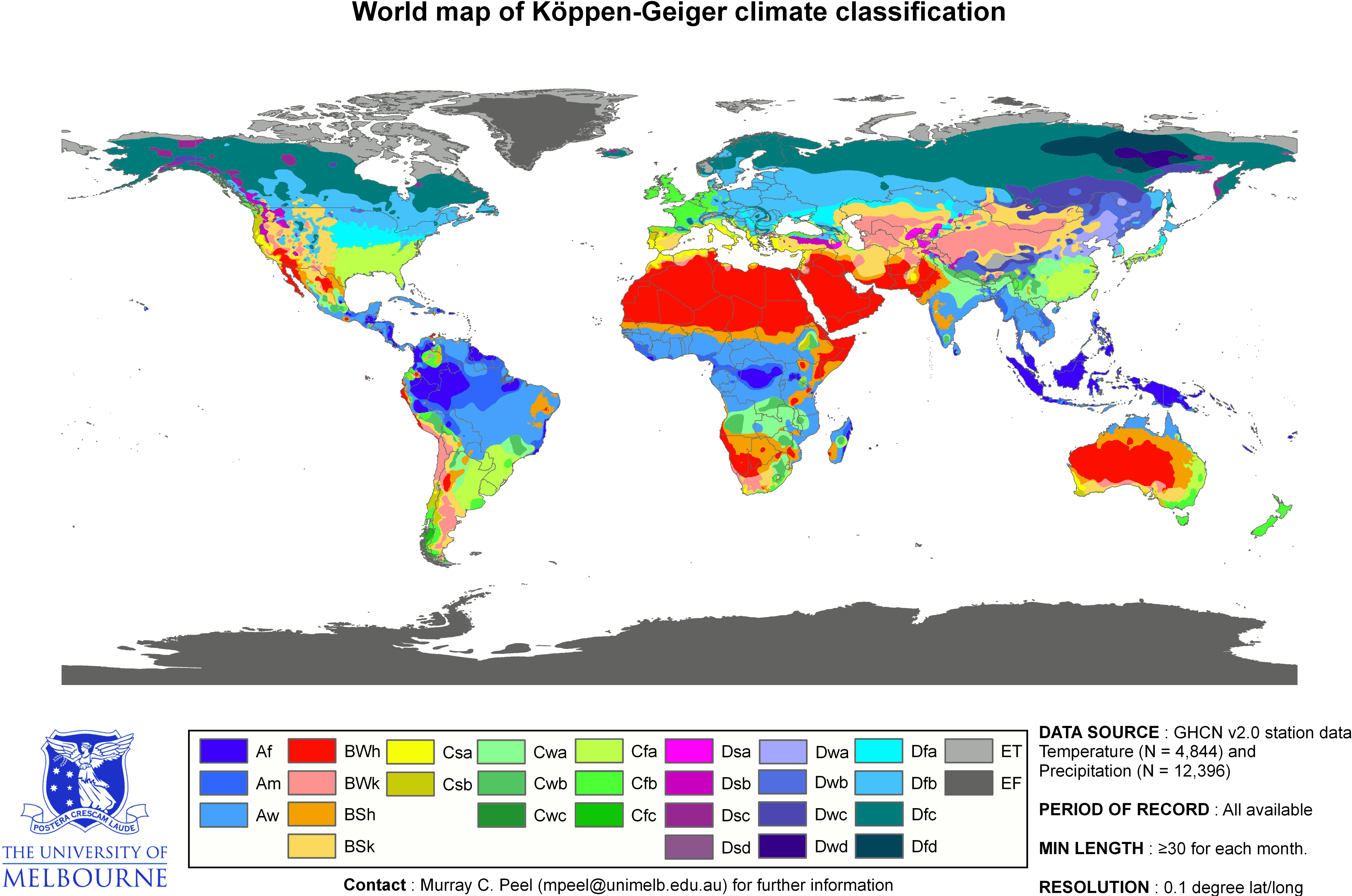
Strefy klimatyczne świata według Köppena

Klasyfikacja klimatów Köppena – system klasyfikacji klimatów Ziemi opracowany przez niemieckiego klimatologa Wladimira Köppena. Twórca oparł swój podział na średnich miesięcznych temperaturach oraz wielkości i rozkładzie opadów rocznych, w nawiązaniu do szerokości geograficznej. Jest to najpowszechniej stosowany system klasyfikacji. Köppen opublikował swój pierwszy schemat w 1900 roku, wersję poprawioną w 1918 roku i nanosił korekty systemu klasyfikacji aż do śmierci w roku 1940. Inni klimatolodzy zmodyfikowali elementy klasyfikacji Köppena jeszcze wielokrotnie na podstawie własnych doświadczeń w różnych częściach świata, jednak podstawowa część pozostała bez zmian do czasów współczesnych.
Köppen wydzielił 5 stref klimatycznych i 11 typów klimatu. W 1968 roku do systemu dodano zaproponowaną przez amerykańskiego klimatologa Glenna Thomasa Trewarthę szóstą strefę – klimatów wysokogórskich. Podstawowymi kategoriami klimatycznymi utożsamianymi ze strefami klimatycznymi są:
- A – klimaty tropikalne
- B – klimaty suche
- C – klimaty umiarkowane ciepłe
- D – klimaty kontynentalne
- E – klimaty polarne
- H – klimaty wysokogórskie

## Klimaty tropikalne (A)
Klimaty tropikalne rozciągają się na północ i na południe od równika do około 15° do 25° szerokości geograficznej, przez co czasem nazywane są klimatami równikowymi. W tych klimatach wszystkie miesiące mają średnie temperatury powyżej 18 °C. Roczna suma opadów jest większa niż 1500 mm.

### Klimat tropikalnylasów deszczowych(Af)

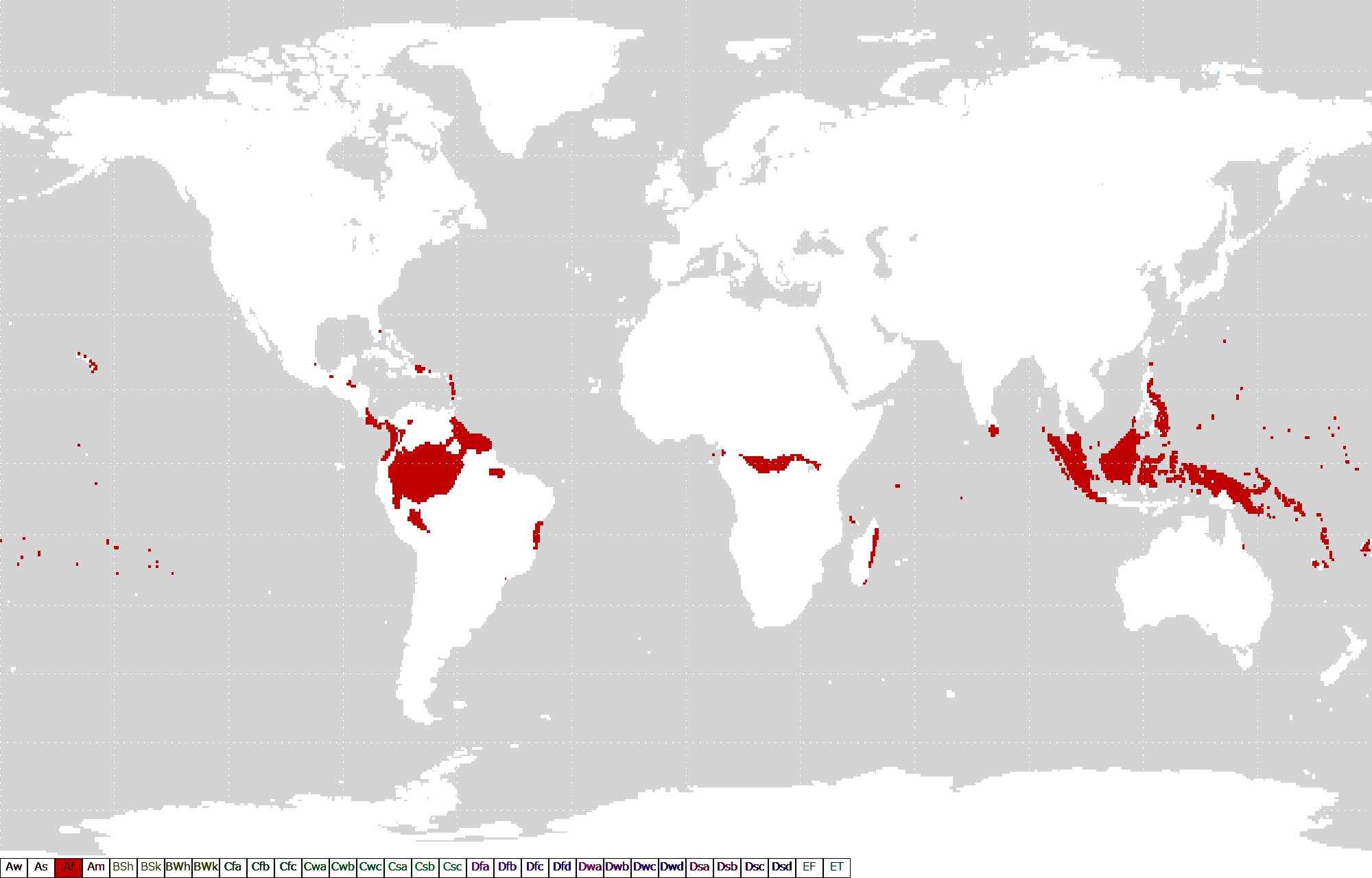
Występowanie klimatu tropikalnego na świecie

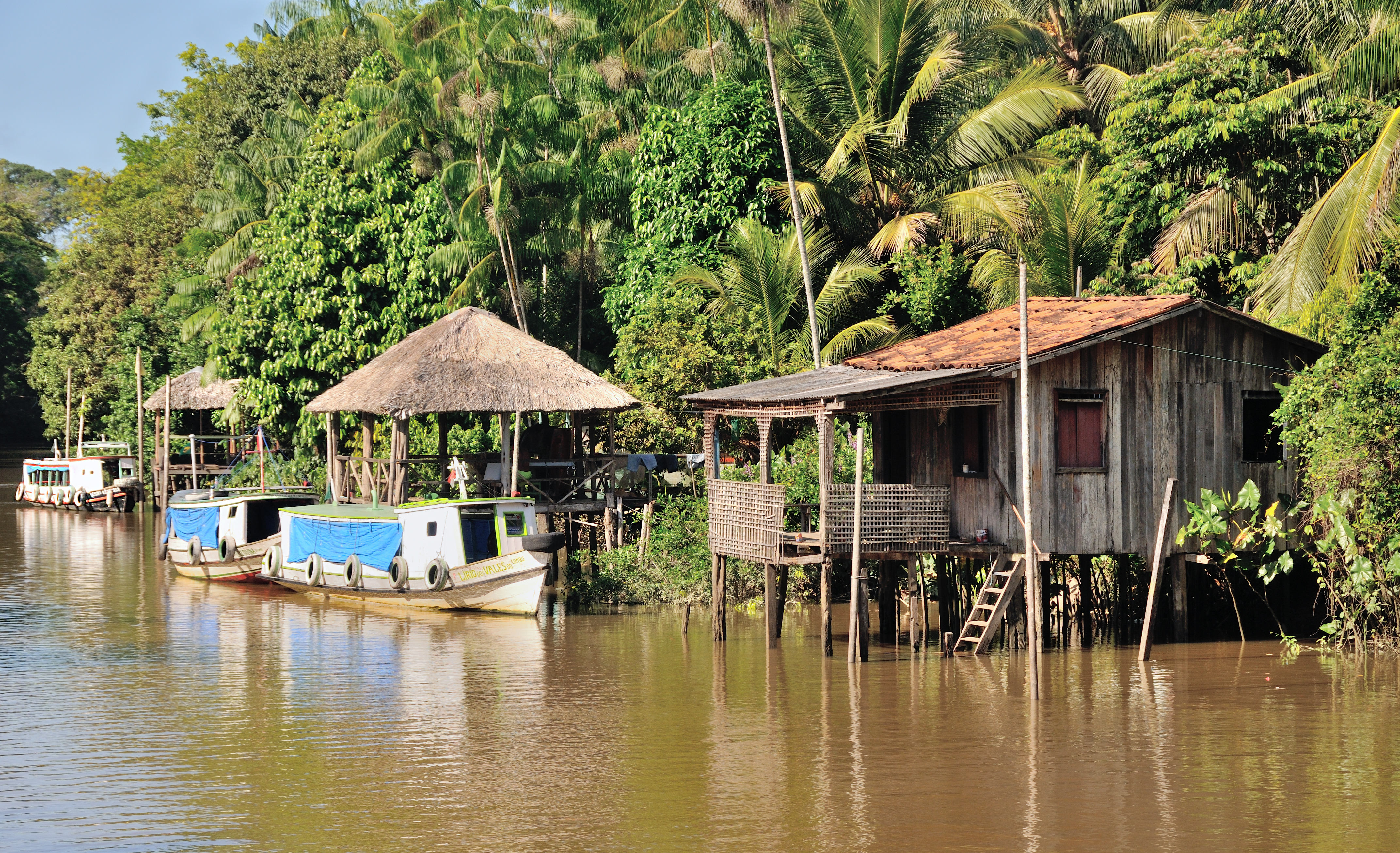
Amazonia w okolicach Belém, klimat lasów deszczowych (Af)

Opady atmosferyczne są w każdym miesiącu większe niż 60 mm. Brak pory suchej. Średnia temperatura miesięczna jest powyżej 18 °C. Miesięczne wahania temperatury w tym klimacie są zwykle mniejsze niż 3 °C. Z powodu intensywnego ogrzewania powierzchni i dużej wilgotności, chmury cumulus i cumulonimbus tworzą się prawie codziennie we wczesnych godzinach popołudniowych. Maksymalne temperatury dzienne wynoszą około 32 °C. Chłodzenie radiacyjne wieczorem jest ograniczone z powodu zachmurzenia i wysokiej wilgotności. Nocne minima wynoszą około 22 °C.
Ten rodzaj klimatu zwykle występuje do 5–10° szerokości geograficznej. W niektórych miejscach na wschodnim wybrzeżu obu Ameryk ten klimat może występować do 25° szerokości geograficznej. W tej odmianie klimatu przez cały rok dominują układy niskiego ciśnienia i nie wyróżnia się pór roku.
Przykładowe lokalizacje z klimatem Af:
- Belém, Brazylia[7]
- Hilo, Hawaje[8]
- Singapur[7]

Część miejsc położonych w tym klimacie ma bardzo podobną ilość opadów w różnych miesiącach, np. północno-wschodnie wybrzeże Pacyfiku w Ameryce Południowej i Środkowej, od Ekwadoru do Kostaryki (Andagoya, Kolumbia), jednak w wielu przypadkach ilość opadów zwiększa się, gdy Słońce jest wyżej, a dzień jest dłuższy (np. Palembang, Indonezja), albo ilość opadów zwiększa się, gdy dzień jest krótszy (np. Sitiawan, Malezja). W kilku miejscach ta odmiana klimatu występuje poza zwrotnikami, głównie na półkuli południowej; przykładem jest Santos w Brazylii.

### Klimat tropikalny monsunowy (Am)

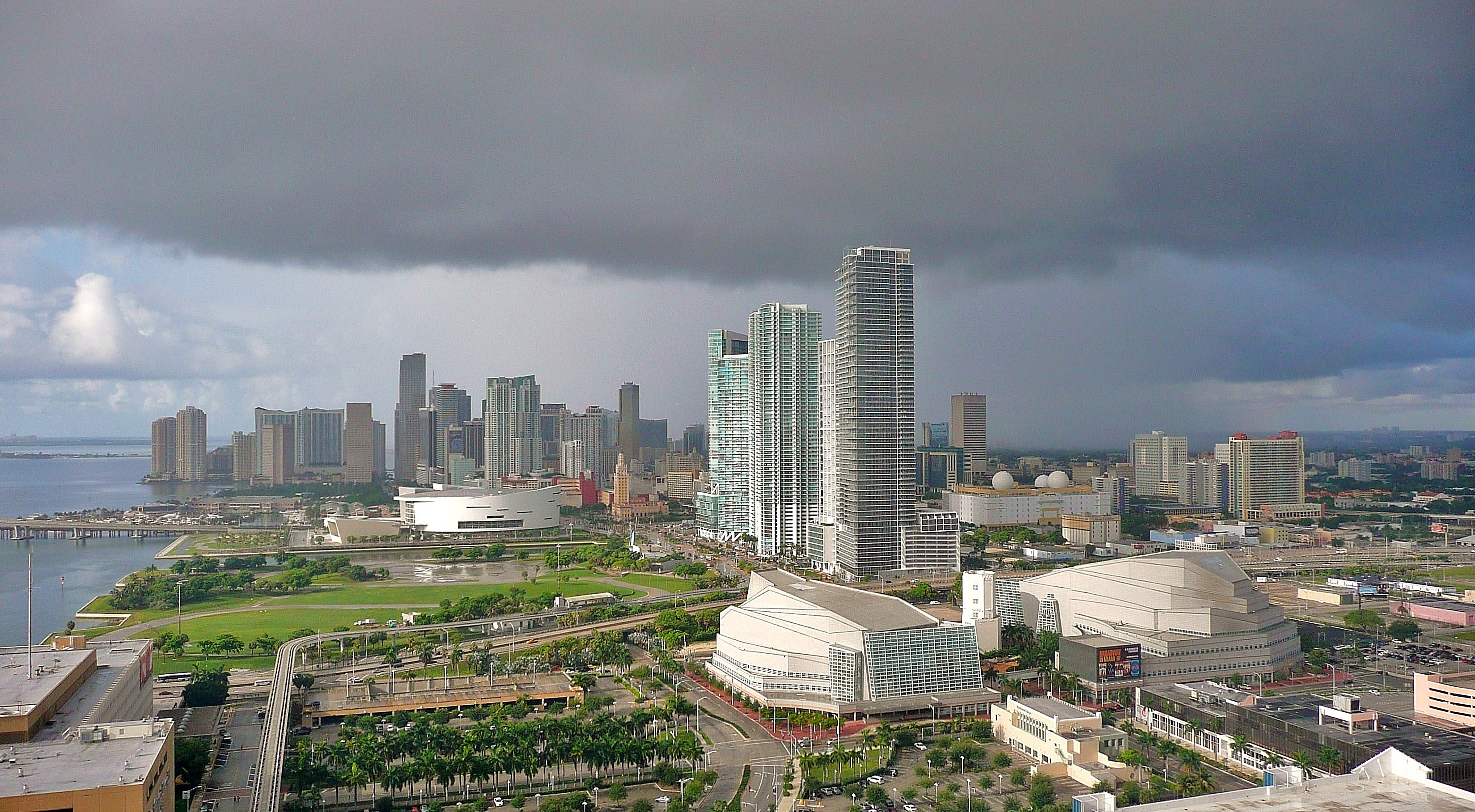
Popołudniowa burza nad Miami, klimat tropikalny monsunowy (Am)

Ten rodzaj klimatu, występujący głównie w Ameryce Południowej, jest spowodowany wiatrami zmieniającymi kierunek zależnie od pory roku, nazywanymi monsunami. Najbardziej suchy miesiąc w tym klimacie występuje w okolicach przesilenia zimowego. W tym klimacie wyróżnia się dwie pory roku – suchą i deszczową. Opady w porze suchej muszą być większe niż 100 mm (tym różni się od Aw), lecz w najbardziej suchym miesiącu musi spaść mniej niż 60 mm deszczu.
Przykładowe lokalizacje z klimatem Am:
- Miami, Stany Zjednoczone[9]
- Cairns, Australia[10]
- Konakry, Gwinea[7]

### Klimat sawann (Aw)

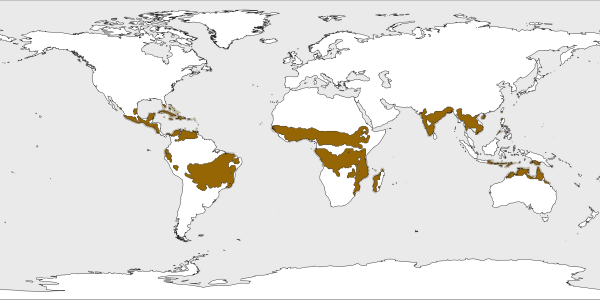
Występowanie klimatu sawann (Aw) na świecie

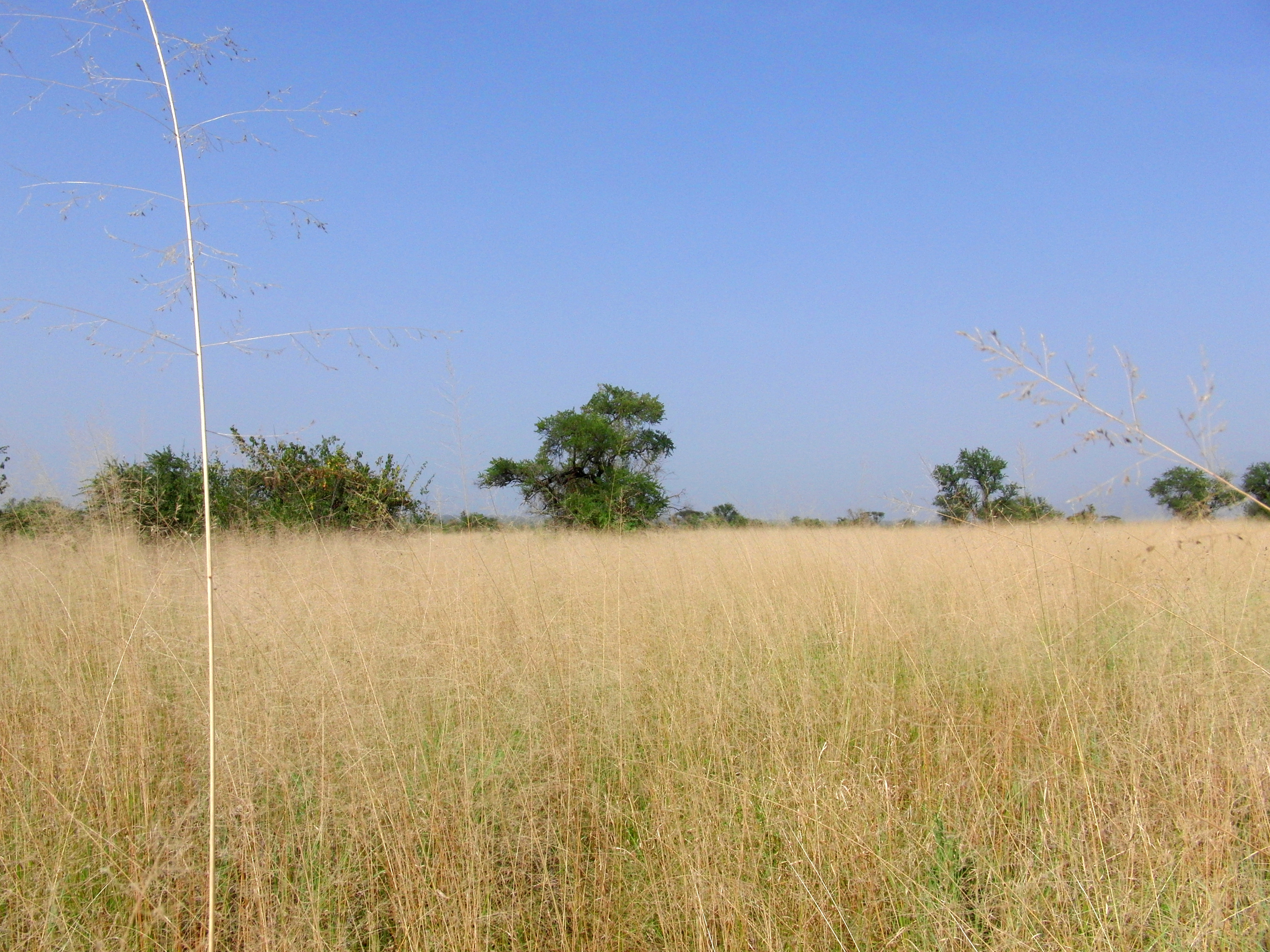
Sawanna w Etiopii (Aw)

Od poprzedniej różni się bardziej zaznaczoną porą suchą – opady w porze suchej muszą być niższe niż 100 mm. Występuje głównie w okolicach zwrotników, a także bliżej równika. Czasami wyróżnia się klimat As, gdzie pora sucha występuje podczas dłuższych dni (w okolicach przesilenia letniego). Rejony występowania klimatu to północne i wschodnie Indie, centralna Mjanma, Półwysep Indochiński, północna Australia, region wokół basenu rzeki Kongo, południowo-środkowa Afryka, Ameryka Środkowa, zachodnia Wenezuela, część Brazylii, południowy kraniec Florydy i Wyspy Karaibskie.
Przykładowe lokalizacje z klimatem Aw:
- Dżakarta, Indonezja[6]
- Darwin, Australia[6]
- Honolulu, Hawaje

## Klimaty suche (B)
Charakteryzują się opadami mniejszymi niż potencjalne parowanie.
Potencjalne parowanie w milimetrach oblicza się mnożąc średnią temperaturę roczną przez 20 i dodając 280 mm, jeżeli 70% lub więcej wszystkich opadów przypada w cieplejszej części roku (kwiecień do września na półkuli północnej, październik do marca na półkuli południowej) lub dodając 140 mm, jeżeli 30–70% opadów spada w tym czasie, lub 0 gdy mniej niż 30% opadów przypada na tę część roku.
Jeżeli suma opadów jest co najmniej dwa razy mniejsza niż ta liczba, klimat jest klasyfikowany jako BW (klimat pustynny); jeżeli nie jest, klimat jest klasyfikowany jako BS (klimat stepowy).
Trzecia litera oznacza temperaturę. Litera h oznacza że średnia temperatura najzimniejszego miesiąca jest wyższa niż 0 °C, litera k oznacza że średnia temperatura przynajmniej jednego miesiąca jest niższa niż 0 °C.

### Klimat stepów (BS)

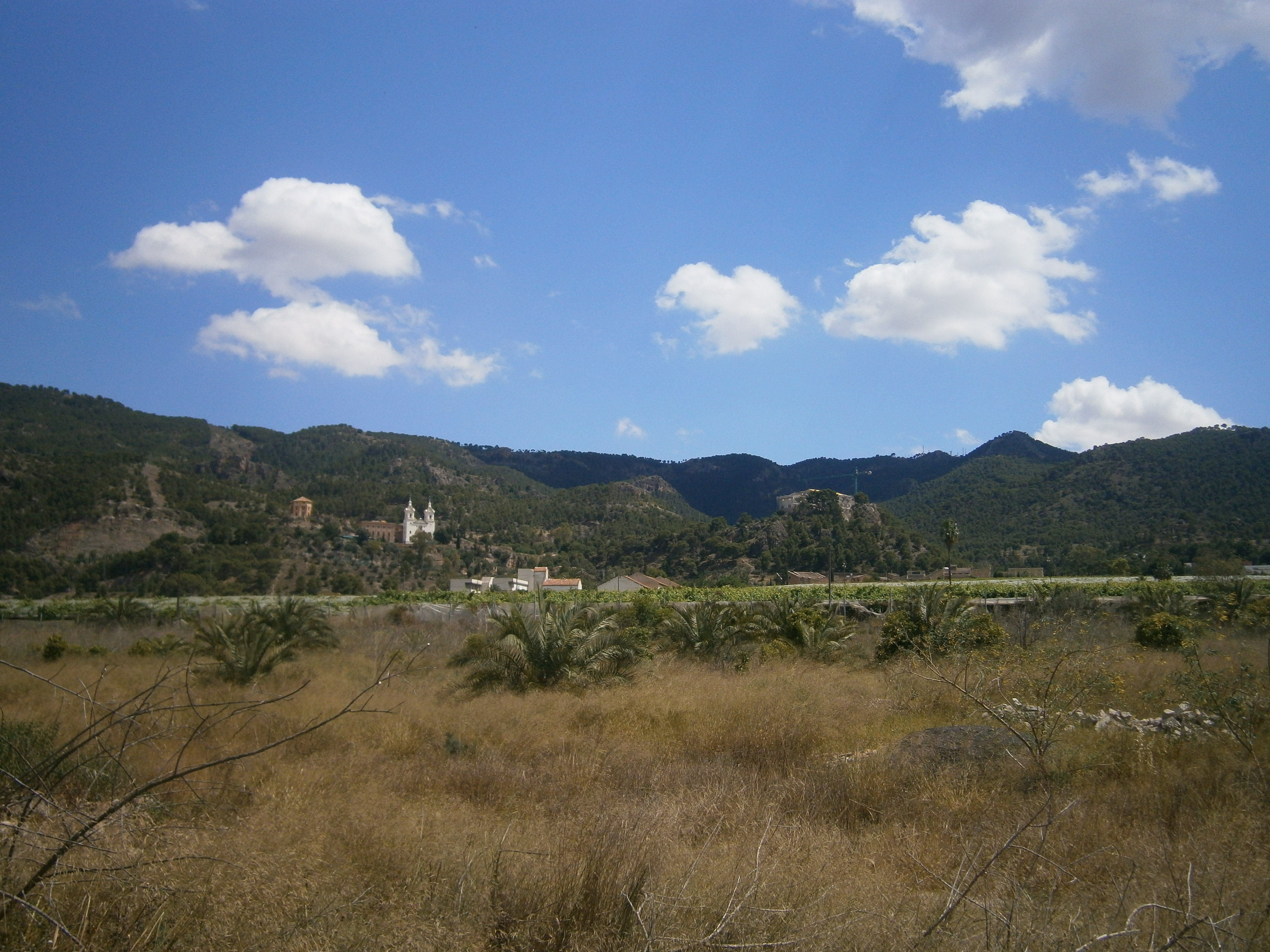
Okolice Murcji w Hiszpanii, ciepły klimat stepowy (BSh)

BSh – ciepły klimat stepowy. Półsuchy klimat panujący na niskich szerokościach geograficznych. Potencjalna ewapotranspiracja przekracza opady, jednak różnica między tymi wielkościami jest mniejsza niż w klimacie BWH. Roczna suma opadów jest większa niż w klimacie BWh.
Przykładowe lokalizacje z klimatem Bsh:
- Murcja, Hiszpania[14]
- Almeria, Hiszpania[15]
- Monterrey, Meksyk[3]

BSk – zimny klimat stepowy. Półsuchy klimat zwykle występujący na umiarkowanych szerokościach geograficznych. Potencjalna ewapotranspiracja przekracza średnie opady, jednak różnica między tymi dwoma wartościami jest mniejsza niż w klimacie BWk. Średnia roczna temperatura wynosi poniżej 18 °C.
Przykładowe lokalizacje z klimatem Bsk:
- Denver, Stany Zjednoczone[3]
- Medicine Hat, Kanada[16]
- Boise, Stany Zjednoczone[11]

### Klimat pustyń (BW)[7]

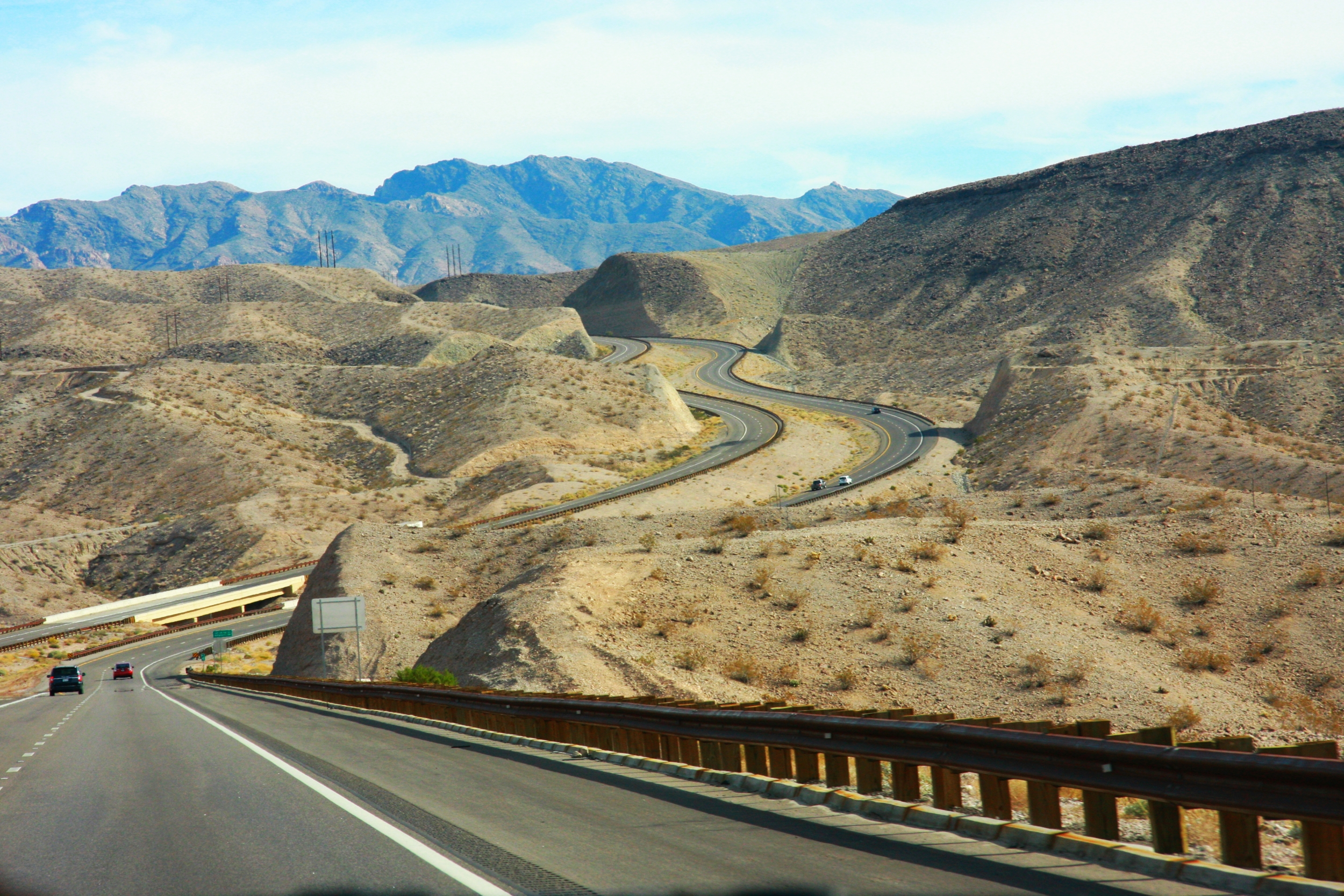
Okolica Las Vegas, ciepły klimat pustynny (BWh)

BWh – ciepły klimat pustynny (pustynie subtropikalne). Występuje na niskich szerokościach. Odparowanie przekracza znacznie opady i jest mniejsze od połowy potencjalnej ewapotranspiracji. Średnia temperatura wynosi ponad 18 °C. Temperatur poniżej zera brak lub są rzadkie. Najwyższe temperatury powietrza na Ziemi zanotowano w regionach BWh. Na przykład w Death Valley w Kalifornii temperatura w cieniu osiągnęła 57 °C, a w Al-Azizijja w Libii zarejestrowano 58 °C. Rzeczywista temperatura powierzchni suchego piasku pod intensywnym słońcem może osiągnąć nawet 82 °C.
Przykładowe lokalizacje z klimatem BWh:
- Berbera, Somalia[3]
- Yuma, Arizona[7]
- Alice Springs, Australia[19].

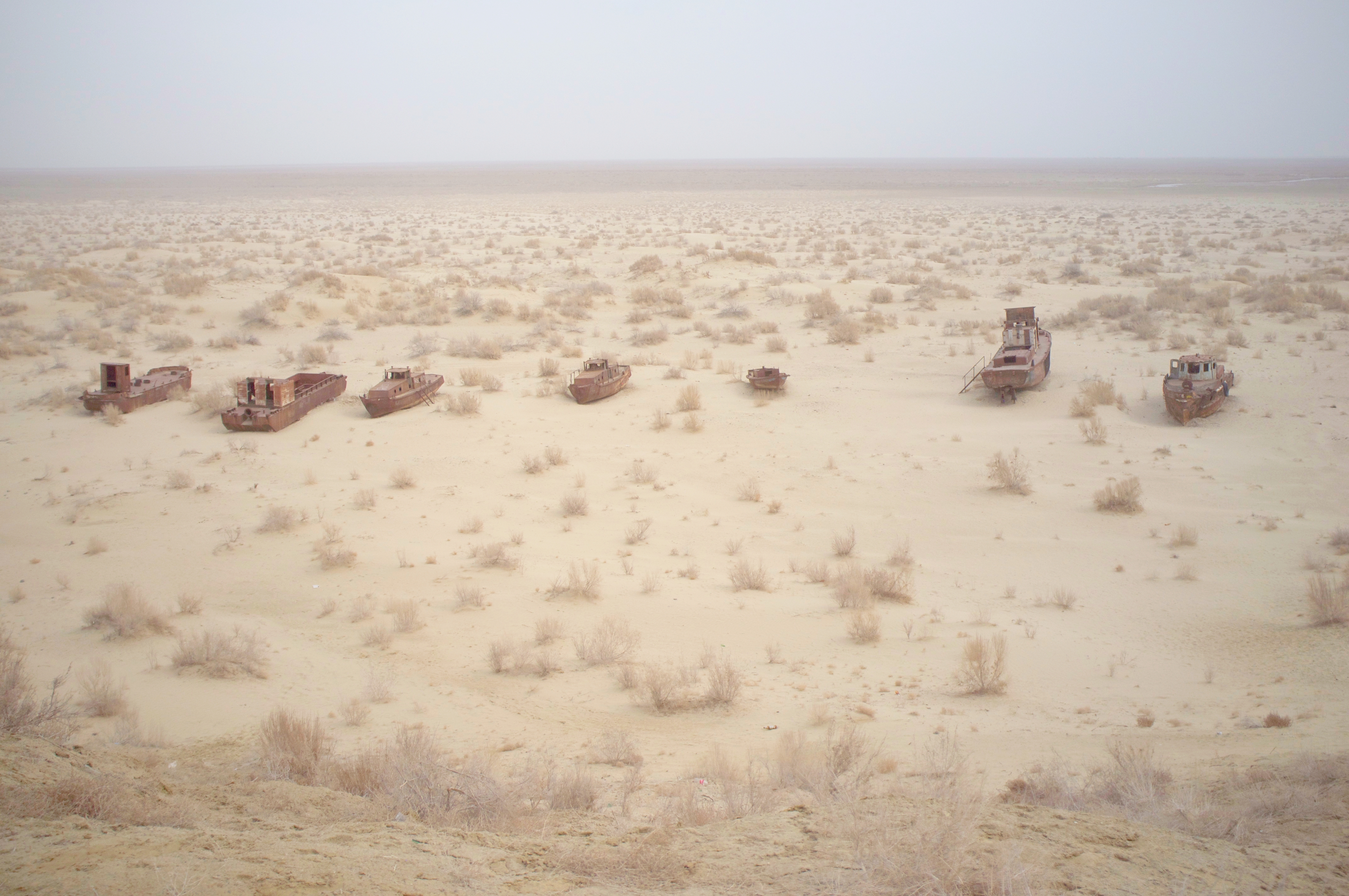
Wysychające morze Aralskie, zimny klimat pustynny (BWk)

BWk – zimny klimat pustynny. Pustynie średnich szerokości geograficznych. Odparowanie przekracza średnie opady, ale jest mniejsze od połowy potencjału ewapotranspiracji. Średnia temperatura jest mniejsza niż 18 °C. W zimie temperatury poniżej zera
Przykładowe lokalizacje z klimatem BWk:
- Pustynia Gobi[9]
- Lovelock, Nevada, Stany Zjednoczone[3]
- Morze Aralskie, Kazachstan[20]

## Klimaty umiarkowane ciepłe (C)
Grupa klimatów charakteryzująca się średnią temperaturą w cieplejszych miesiącach powyżej 10 °C i temperaturą pomiędzy –3 °C a 18 °C w najzimniejszym miesiącu. Rozciągają się pomiędzy 30 a 50° szerokości geograficznej, głównie na wschodnich i zachodnich częściach większości kontynentów.
Druga litera oznacza rozkład opadów, w oznacza suche zimy (opady w najbardziej suchym miesiącu zimy nie przekraczają jednej dziesiątej opadów w najbardziej mokrym miesiącu lata), s oznacza suche lato (opad w najbardziej suchym miesiącu lata poniżej 30 mm), oraz mniej niż jedna trzecia w najbardziej mokrym miesiącu zimy, f oznacza, że żaden z powyższych warunków nie jest spełniony, a opady rozkładają się dość równomiernie.
Trzecia litera oznacza temperatury w lecie – a oznacza średnią temperaturę powyżej 22 °C w najcieplejszym miesiącu, b oznacza temperaturę niższą niż 22 °C, ale co najmniej 4 miesiące powyżej 10 °C, litera c oznacza 3 lub mniej miesiące ze średnią temperaturą powyżej 10 °C

### Klimat śródziemnomorski (Cs, Csa, Csb)

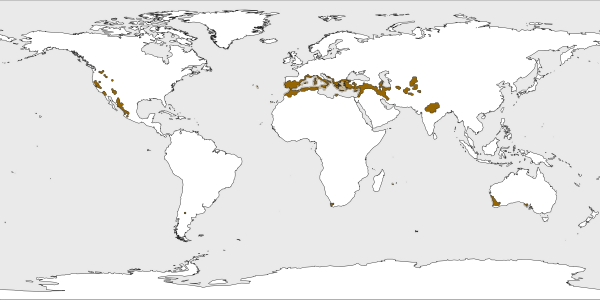
Występowanie klimatu śródziemnomorskiego kontynentalnego (Csa) na świecie

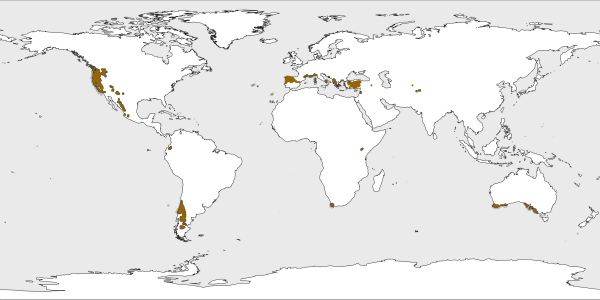
Występowanie klimatu śródziemnomorskiego przybrzeżnego (Csb) na świecie

Te klimaty zwykle występują w zachodnich częściach kontynentów pomiędzy szerokościami geograficznymi 30 a 45 stopni. Zimą te regiony znajdują się w zasięgu polarnych mas powietrza, co powoduje umiarkowane temperatury i zmienną deszczową pogodę. Lato jest gorące i suche z powodu subtropikalnych systemów wysokiego ciśnienia, z wyjątkiem wybrzeża, gdzie zimne prądy oceaniczne, powodują mgły i obniżenie temperatury. W zimie występuje niebezpieczeństwo mrozu. Co najmniej trzy razy więcej opadów podczas miesięcy zimowych niż w najbardziej suchym miesiącu lata.

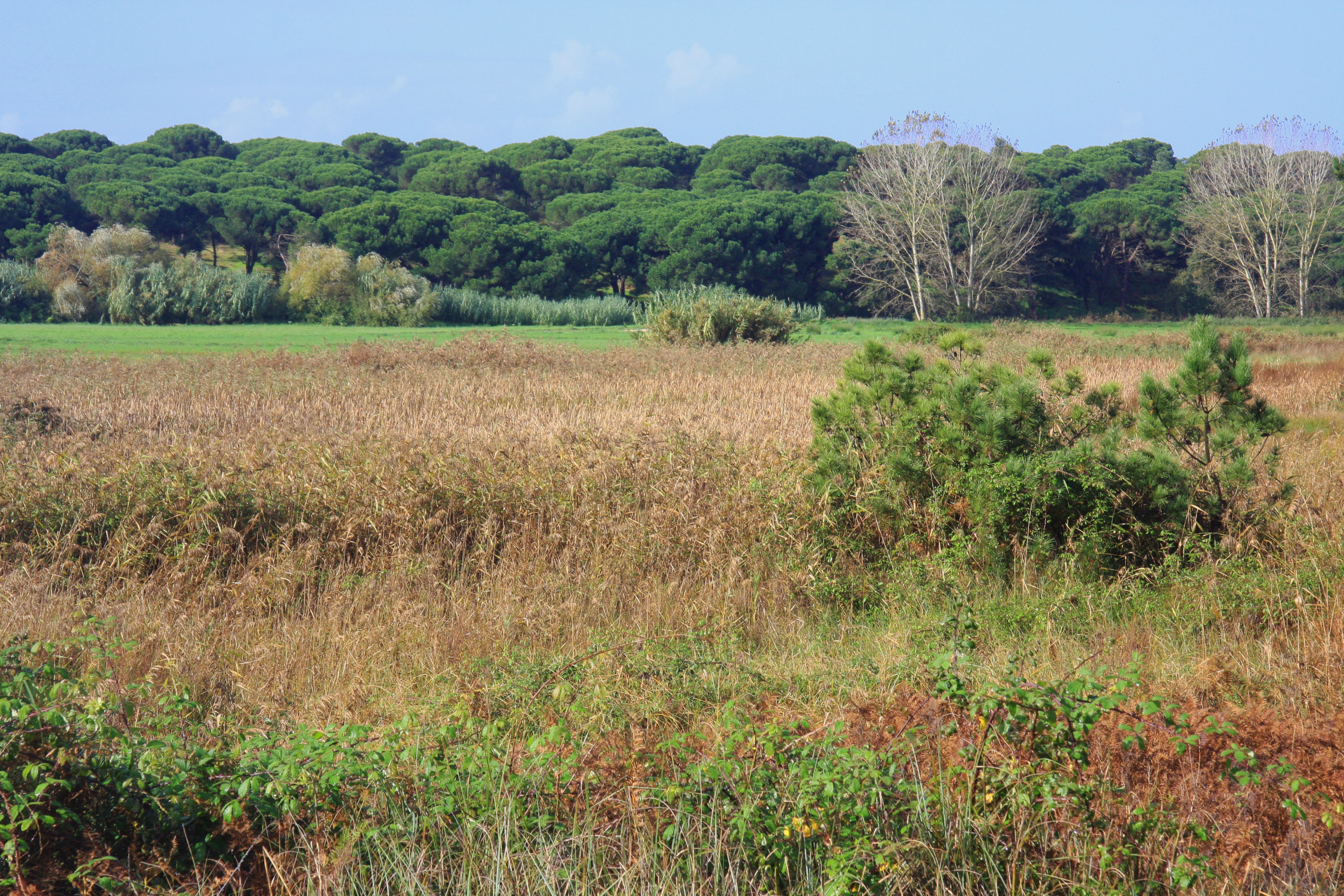
Obszar chroniony w okolicach Lizbony, klimat śródziemnomorski kontynentalny (Csa)

Csa – klimat śródziemnomorski kontynentalny (wewnętrzny) jest łagodny z suchym, gorącym latem. Najcieplejszy miesiąc ma średnią temperaturę ponad 22 °C. Co najmniej cztery miesiące ze średnią temperaturą powyżej 10 °C. Ryzyko mrozu w zimie. Co najmniej trzy razy tyle opadów podczas wilgotnych miesięcy zimowych, jak podczas najbardziej suchych letnich miesięcy.
Przykładowe lokalizacje z klimatem Csa:
- Sacramento, Kalifornia[22].
- Barcelona, Hiszpania[23].
- Lizbona, Portugalia[24].

Csb – klimat śródziemnomorski przybrzeżny jest łagodny z chłodnym i suchym latem. Nie ma miesiąca letniego ze średnią temperaturą miesiąca powyżej 22 °C. Co najmniej cztery miesiące ze średnią temperaturą powyżej 10 °C. W zimie możliwe temperatury poniżej zera.
Przykładowe lokalizacje z klimatem Csb:
- San Francisco, Kalifornia[25]
- Porto, Portugalia[26].
- Kapsztad, Republika Południowej Afryki[27].

### Klimat subtropikalny (Ca, Cfa, Cwa)

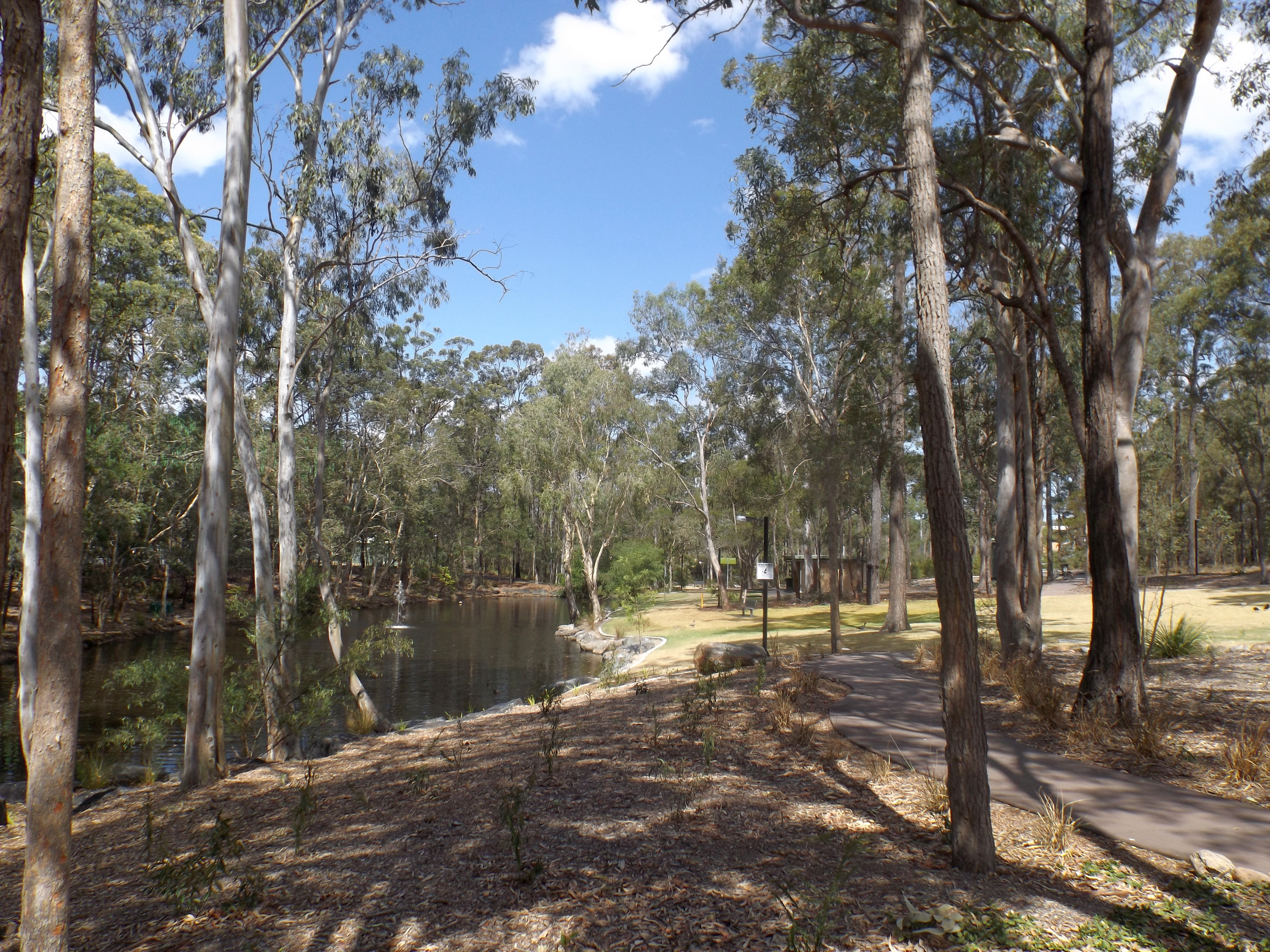
Park w okolicach Brisbane, klimat wilgotny subtropikalny (Cfa)

Te klimaty zazwyczaj występują w głębi kontynentów lub na ich wschodnich brzegach. W przeciwieństwie do klimatów śródziemnomorskich, lato jest wilgotne z powodu napływu niestabilnych tropikalnych mas powietrza. W Azji Wschodniej zimy mogą być suche i zimniejsze niż inne miejsca na tej szerokości geograficznej z powodu wpływu wyżu syberyjskiego, natomiast lato może być bardzo wilgotne z powodu oddziaływanie monsunu.
Cfa – klimat wilgotny subtropikalny jest łagodny, bez pory suchej i z gorącym latem. Średnie temperatury najcieplejszych miesięcy wynoszą ponad 22 °C. Średnia temperatura najzimniejszego miesiąca wynosi poniżej 18 °C. Wysokie opady cały rok, choć są bardzo zmienne.
Przykładowe lokalizacje z klimatem Cfa:
- São Paulo, Brazylia[28][29].
- Atlanta, Georgia[30]
- Brisbane, Australia[31].

Cwa – klimat umiarkowanie suchego lata, z ciepłą i suchą zimą. Opady w najsuchszym miesiącu zimowej połowy roku wynoszą mniej niż jedna dziesiąta opadów najwilgotniejszego miesiąca w letniej połowie roku.
Przykładowe lokalizacje z klimatem Cwa:
- Hanoi, Wietnam[32]
- Durban, RPA[25]
- León, Meksyk[33].

### Klimat oceaniczny (Cfb)

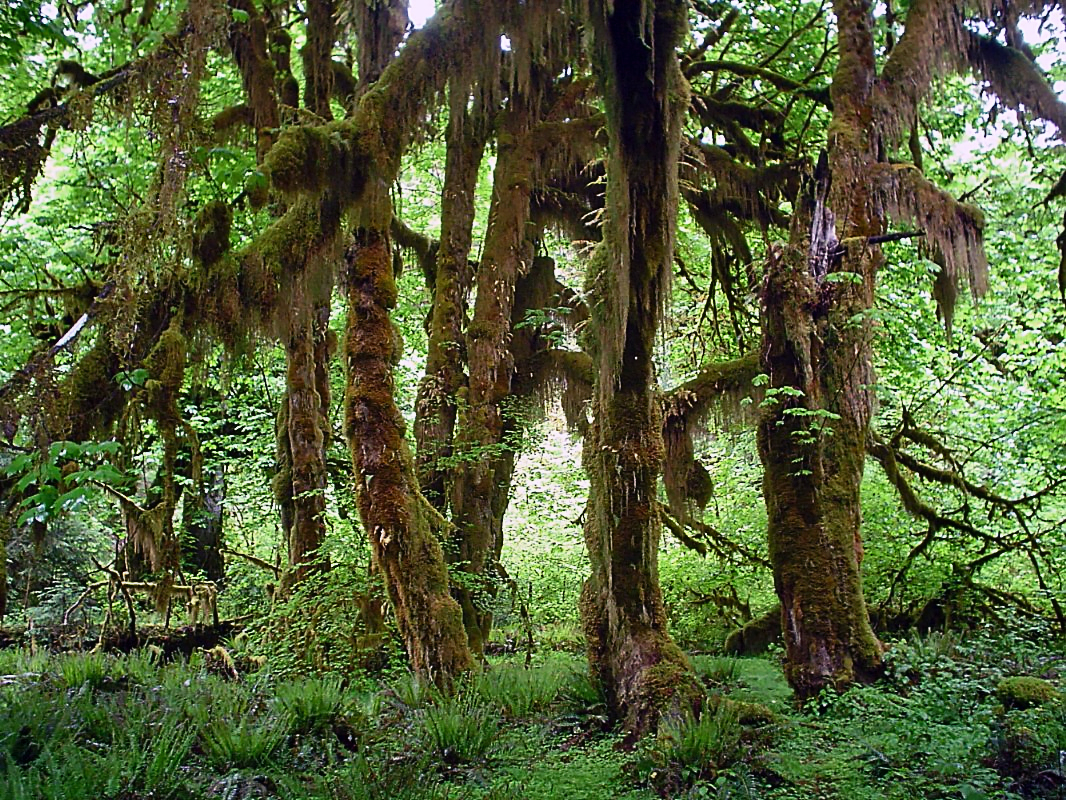
Las w Parku Narodowym Olympic, klimat oceaniczny (Cfb)

Łagodny, bez pory suchej i z ciepłym latem. Średnia temperatura wszystkich miesięcy jest niższa niż 22 °C. Co najmniej cztery miesiące ze średnią temperaturą powyżej 10 °C. Opady deszczu równomiernie rozłożone w roku.
Zwykle występuje na zachodnich wybrzeżach kontynentów, pomiędzy równoleżnikami 45–55; zwykle na północ od strefy klimatu śródziemnomorskiego, natomiast w Australii i Południowej Afryce na południe od strefy klimatu wilgotnego subtropikalnego oraz na mniejszej szerokości geograficznej. Na wybrzeżach Europy Zachodniej ten klimat występuje do 63 szerokości geograficznej północnej. Ten rejon znajduje się przez cały rok pod wpływem polarnych mas powietrza, co powoduje zmienną pogodę, często z całkowitym zachmurzeniem. Zdarzają się obfite opady spowodowane cyklonami, występującymi na średnich szerokościach geograficznych. Lato zazwyczaj jest chłodne z powodu dużego zachmurzenia, ale zima jest cieplejsza niż w innych klimatach na tej szerokości geograficznej.
Przykładowe lokalizacje z klimatem Cfb:
- Amsterdam, Holandia[34], Fryburg Bryzgowijski (Niemcy)[35]
- Park Narodowy Olympic, Stany Zjednoczone[36]
- Melbourne, Australia[37].

### Klimat umiarkowany z suchą zimą (Cwb)

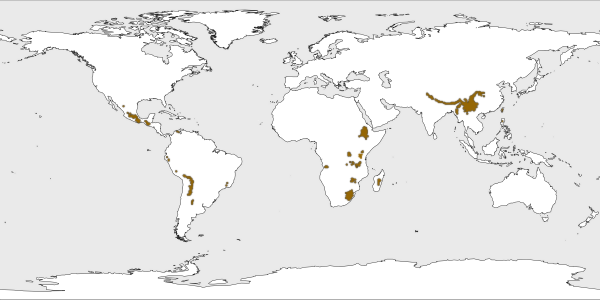
Występowanie klimatu umiarkowanego z suchą zimą (Cwb)

Rodzaj klimatu charakterystyczny dla wysokich równin pomiędzy zwrotnikami Meksyku, Peru, Boliwii, Madagaskaru, Zambii, Zimbabwe i RPA, oraz centralnej Argentyny, poza zwrotnikami. Zimą zauważalnie się ochładza, opady są niskie. Lato jest bardzo deszczowe. W tropikach pora deszczowa jest spowodowana przez tropikalne masy powietrza, a suche zimy przez subtropikalne wyże. Umiarkowane temperatury są konsekwencją dużej wysokości.
Przykładowe lokalizacje z klimatem Cwb:
- Nova Friburgo, Brazylia[38].
- Pietermaritzburg, RPA[38]
- Machiques, Wenezuela[39]

### Klimat subarktyczny oceaniczny (Cfc)

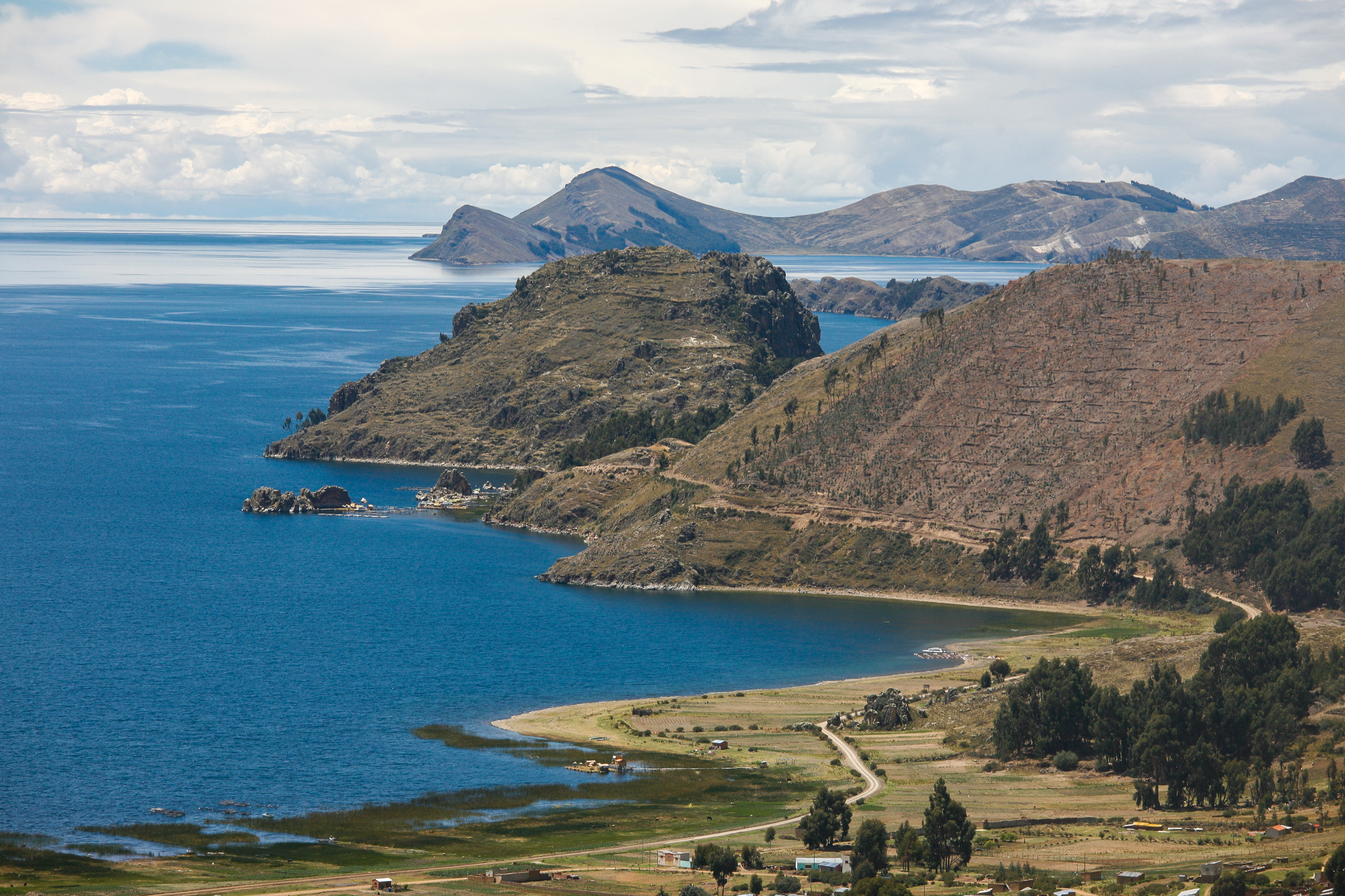
Wybrzeże jeziora Titicaca, Copacabana, Boliwia, klimat subarktyczny oceaniczny (Cfc)

Jest łagodny, bez pory suchej, z chłodnym latem. Średnia temperatura wszystkich miesięcy jest niższa (22 °C). Występuje jeden do trzech miesięcy ze średnią temperaturą powyżej 10 °C. Opady deszczu równo rozłożone w całym roku.
Występuje bliżej biegunów niż klimat oceaniczny, zwykle na wąskich pasach wybrzeża w zachodnich częściach kontynentów, lub w przypadku półkuli północnej na przybrzeżnych wyspach.
Przykładowe lokalizacje z klimatem Cfc:
- Puerto Aisén, Chile[40]
- Reykjavík, Islandia[41]
- Tustna, Norwegia[42]

## Klimaty kontynentalne (D)

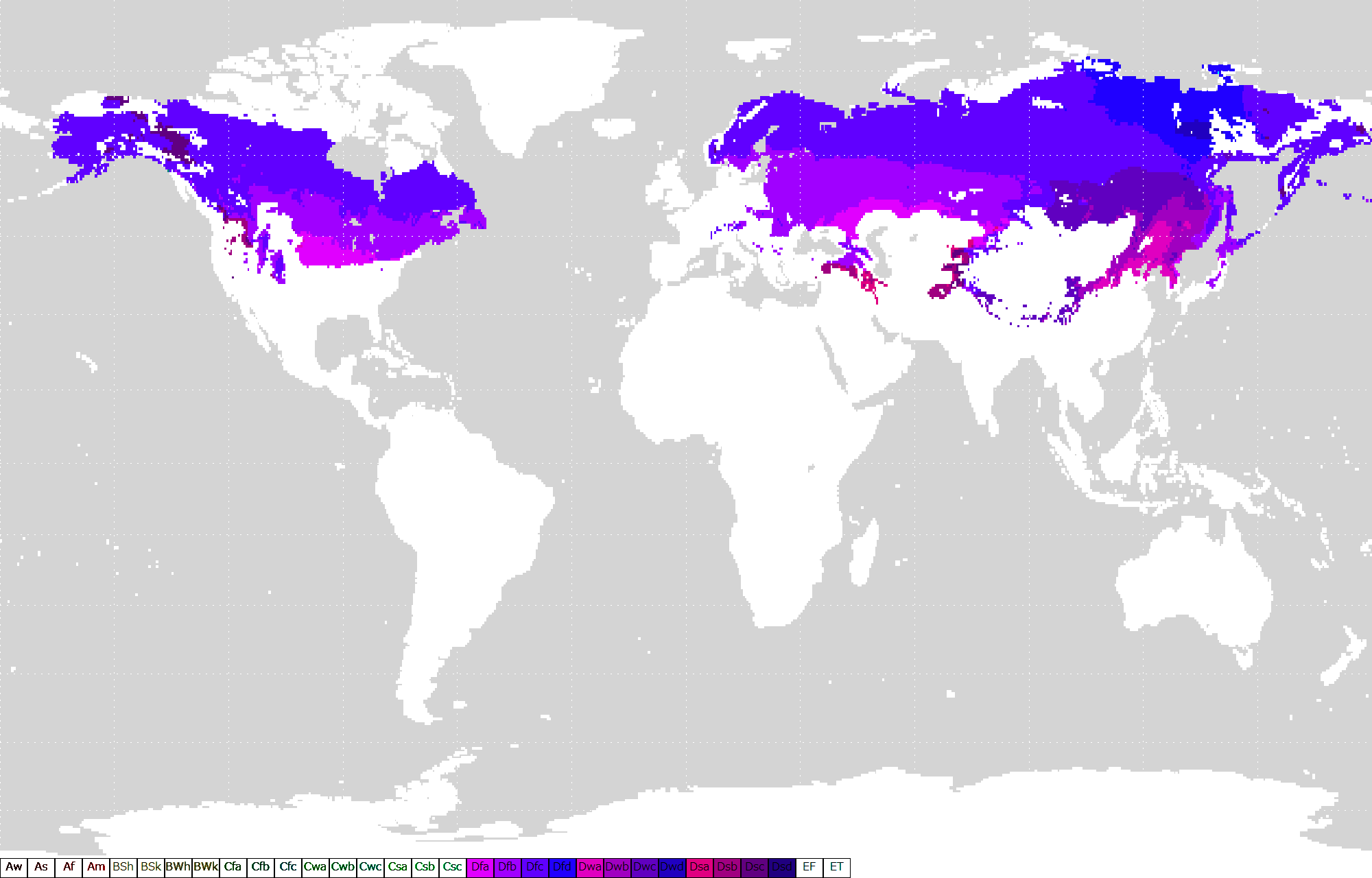
Występowanie klimatów kontynentalnych (D)

Klimaty charakteryzujące się temperaturą średnią w najcieplejszym miesiącu powyżej 10 °C i średnią poniżej –3 °C w najzimniejszym. Letnia i zimowa pora roku są wyraźnie zaznaczone. Występują zwykle na podobnych szerokościach, co klimaty C, lecz wewnątrz kontynentów lub na ich wschodnich wybrzeżach, na północ od równoleżnika 40. Na południowej półkuli występują bardzo rzadko, z powodu mniejszych mas lądu i prawie całkowitego jego braku na tych szerokościach geograficznych.
Druga i trzecia litera oznacza to samo co w klimatach grupy C, a trzecia litera d oznacza 3 lub mniej miesięcy z temperaturą średnią wyższą niż 10 °C i najzimniejszym miesiącem poniżej –38 °C.
Klimaty kontynentalne dzielą się na cztery grupy.

### Klimat kontynentalny z gorącym latem (Dfa, Dwa, Dsa)

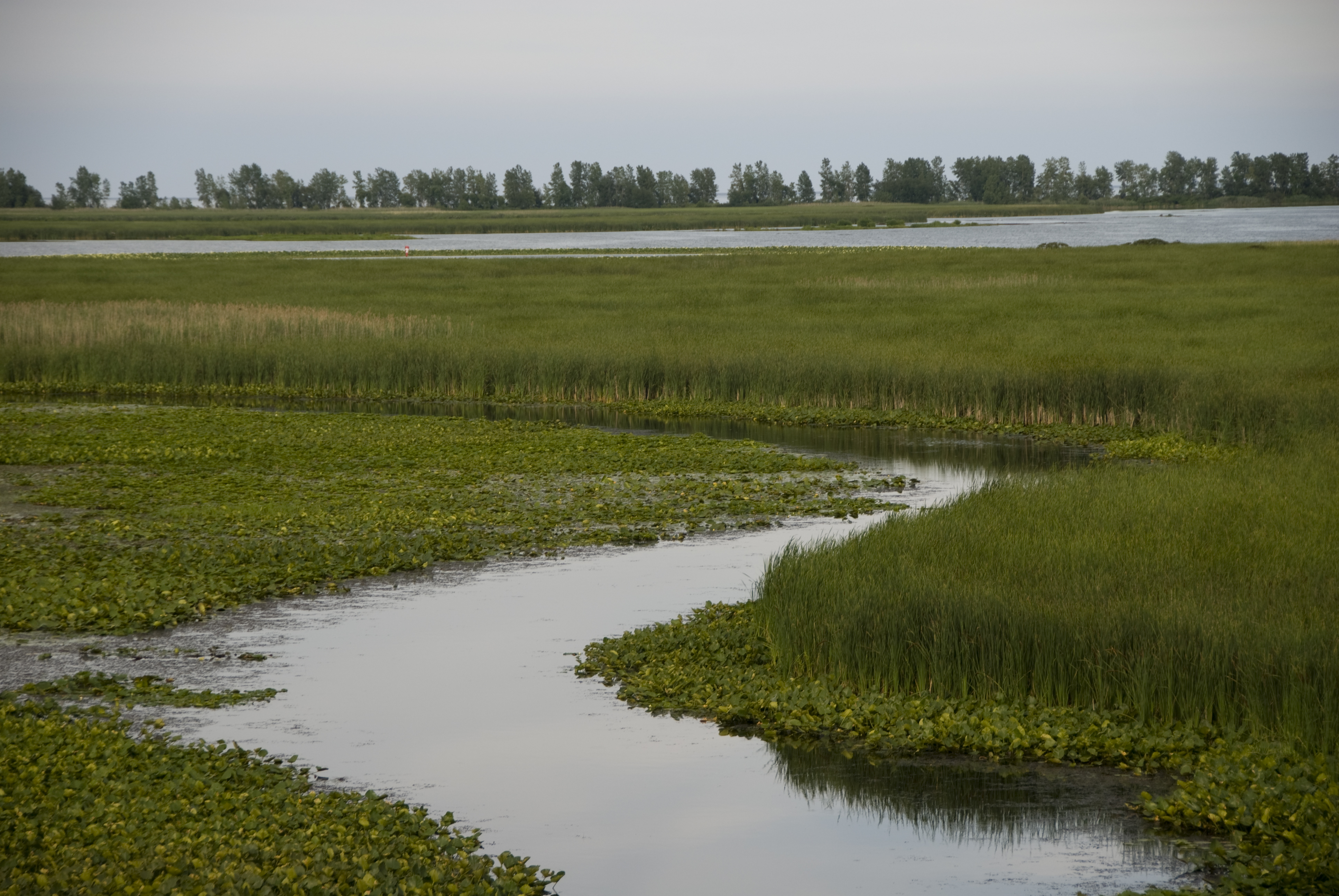
Bagna w Parku Narodowym Point Pelee w Kanadzie, klimat wilgotny kontynentalny (Dfa)

Klimaty zazwyczaj występujące pomiędzy równoleżnikami 35°–45°, z temperaturą najcieplejszego miesiąca powyżej 22 °C. We wschodniej Azji ten klimat rozciąga się dalej na południe z powodu wpływu wyżu syberyjskiego, co powoduje także suche zimy i deszczowe lato z powodu wpływu monsunów. Dsa występuje tylko na dużych wysokościach w strefach przyległych do klimatu śródziemnomorskiego.
Dfa – klimat wilgotny kontynentalny z gorącym latem. Średnia temperatura najzimniejszego miesiąca wynosi –3 °C lub mniej. Średnia temperatura najcieplejszego miesiąca jest wyższa niż 10 °C. Opady są jednakowo rozłożone na cały rok.
Przykładowe lokalizacje z klimatem Dfa:
- Omaha, Nebraska, USA[3]
- Nagasaki, Japonia[38]
- Wołgograd, Rosja[44]

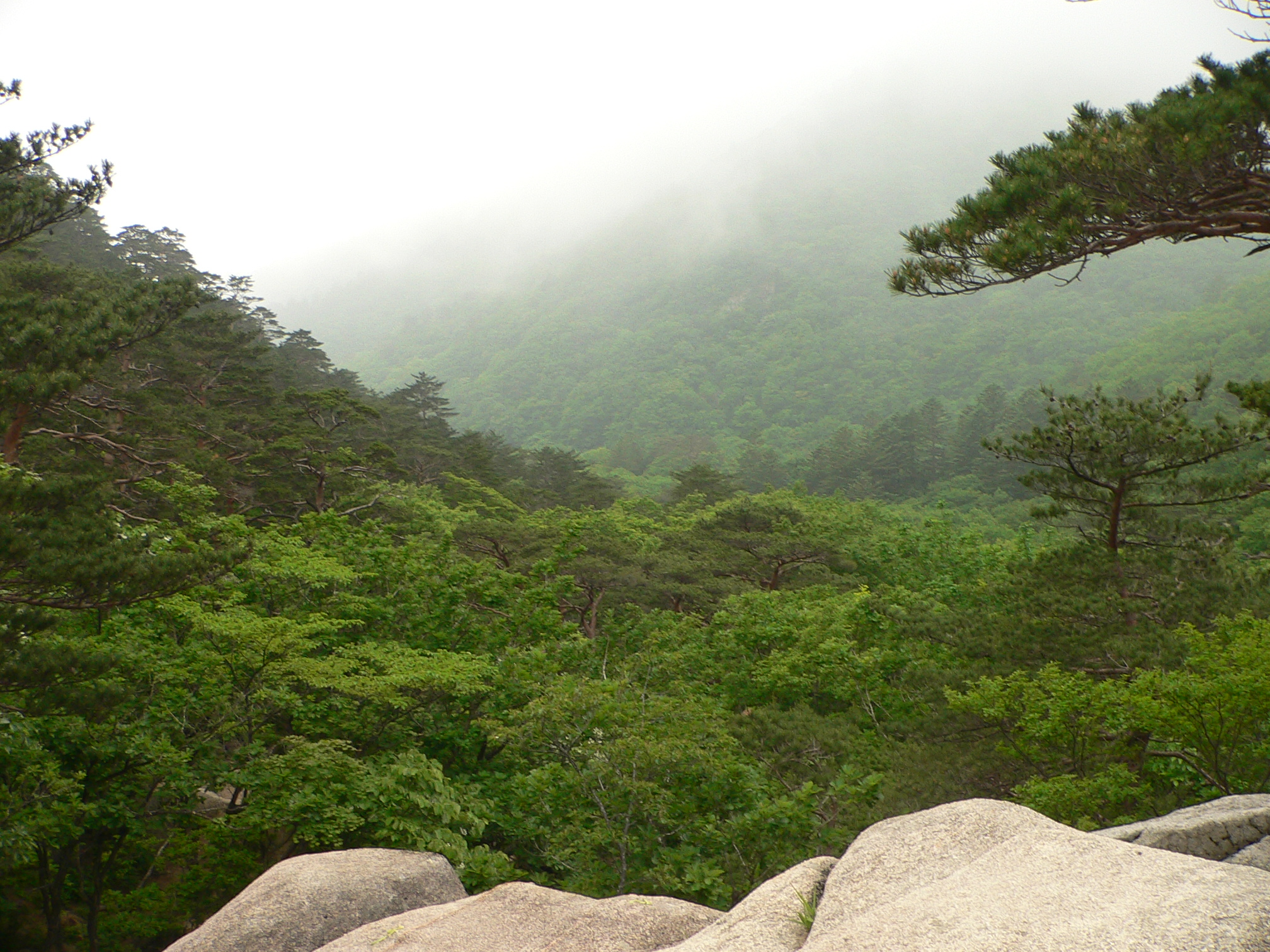
Park Narodowy Seoraksan w Korei Płd. – klimat wilgotny kontynentalny (Dwa)

Dwa – klimat wilgotny kontynentalny z gorącym latem oraz suchą i mroźną zimą. Średnia temperatura najzimniejszego miesiąca wynosi –3 °C lub mniej. Średnia temperatura najcieplejszego miesiąca jest wyższa niż 10 °C. Opady w letnim najwilgotniejszym miesiącu są co najmniej dziesięć razy wyższe niż opady w najsuchszym miesiącu zimowym. Występowanie klimatu Dwa poza bardzo niewielkimi lokalizacjami Stanach Zjednoczonych ogranicza się do Mandżurii oraz części Półwyspu Koreańskiego.
Przykładowe lokalizacje z klimatem Dwa:
- Pekin, Chiny[38]
- Seul, Korea Południowa[46]
- Pjongjang, Korea Północna[9]

### Klimat kontynentalny z ciepłym latem (Dfb, Dwb, Dsb)

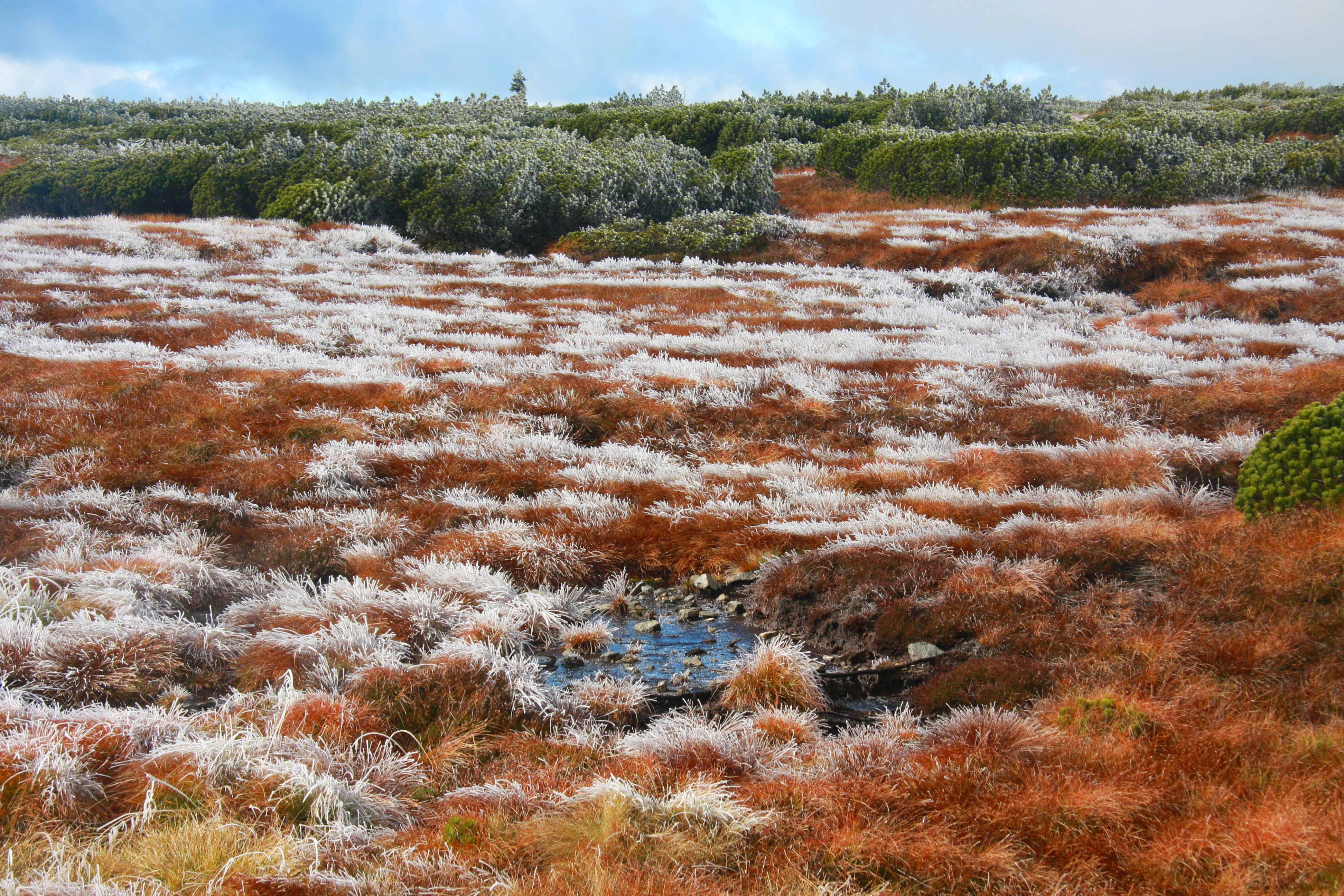
Torfowiska na równi pod Śnieżką, klimat wilgotny kontynentalny (Dfb)

Średnie miesięczne temperatury i opady we Władywostoku, klimat wilgotny kontynentalny (Dwb)

Rodzaje klimatu znajdujące się na północ od klimatu kontynentalnego z gorącym latem, pomiędzy równoleżnikami 45°–55° w Ameryce Północnej i Azji, a także w centralnej i wschodniej Europie i Rosji, pomiędzy klimatem oceanicznym i subarktycznym kontynentalnym, gdzie rozciąga się ponad równoleżnik 60.
Dsb powstaje na tej samej zasadzie co Dsa jednak potrzebuje jeszcze wyższej wysokości.
Dfb – klimat wilgotny kontynentalny z łagodnym latem, opady cały rok. Średnia temperatura najzimniejszego miesiąca wynosi –3 °C lub mniej. Średnia temperatura najcieplejszego miesiąca jest wyższa niż 10 °C. Nie ma miesiąca ze średnią temperaturą powyżej 22 °C. Opady są równo rozłożone w całym roku.
Przykładowe lokalizacje z klimatem Dfb:
- Ryga, Łotwa[38]
- Montreal, Kanada[38]
- Śnieżka, Karkonosze[47]

Dwb – klimat wilgotny kontynentalny z surową, suchą zimą i ciepłym latem. Średnia temperatura najzimniejszego miesiąca wynosi –3 °C lub mniej. Średnia temperatura najcieplejszego miesiąca jest wyższa niż 10 °C. Brak miesięcy ze średnią temperaturą powyżej 22 °C. Opady w letnim najwilgotniejszym miesiącu są co najmniej dziesięć razy wyższe niż opady w najsuchszym miesiącu zimowym.
Przykładowe lokalizacje z klimatem Dwb:
- Błagowieszczeńsk, Rosja[38]
- Władywostok, Rosja[48]
- Aosta, Włochy[49]

### Klimat kontynentalny subarktyczny / borealny (Dfc, Dwc, Dsc)

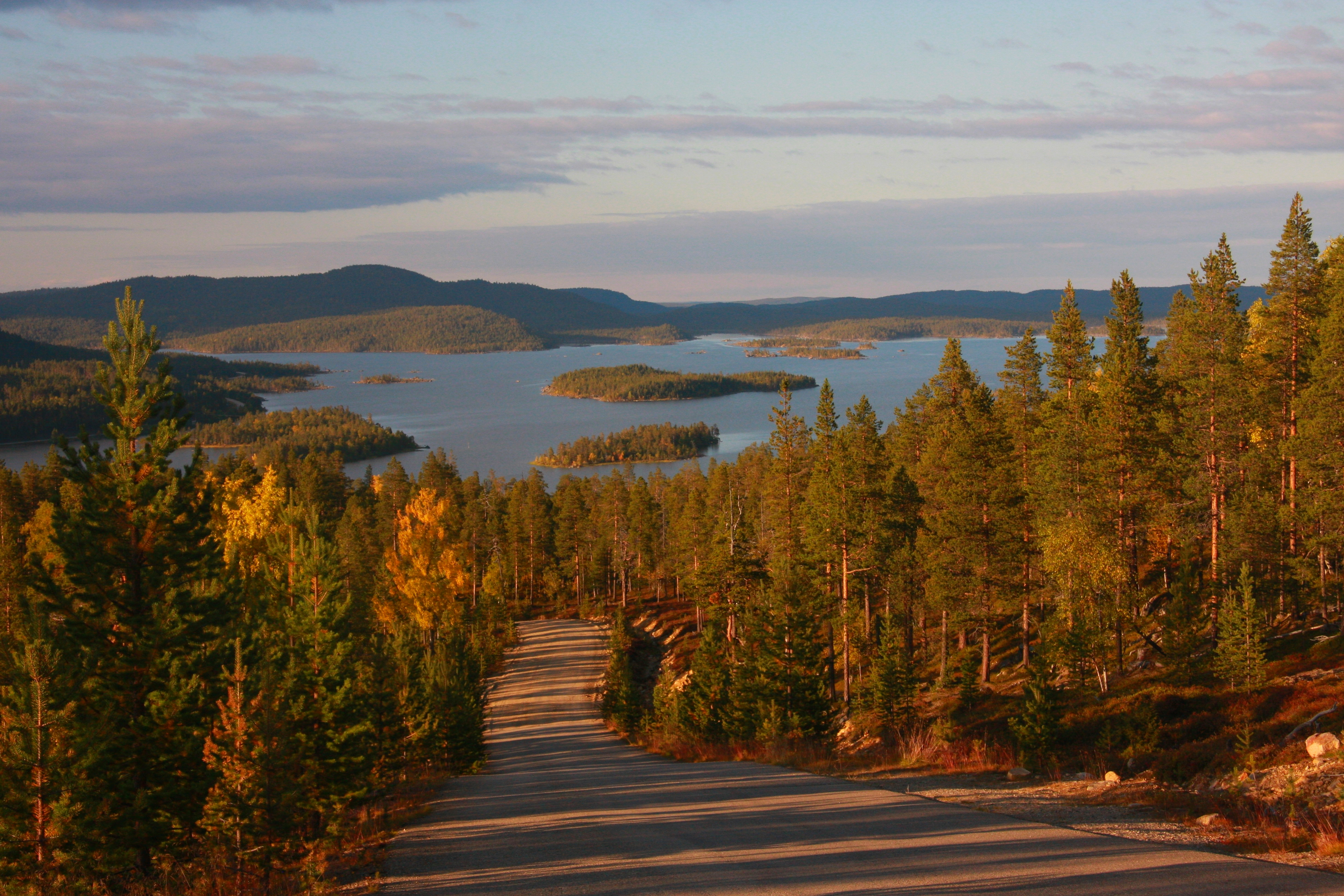
Widok na jezioro Inari, Finlandia, klimat subarktyczny (Dfc)

Klimat występujący bliżej biegunów niż inne klimaty grupy D, głównie w szerokościach geograficznych od 50° do 70°. Charakteryzuje się krótkim, chłodnym latem. Zimy są bardzo długie, z dłuższym okresem bardzo niskich temperatur i bezchmurnego nieba. Duża zmienność pogody w skali roku z dużym zakresem rocznych temperatur. Obecna jest wieczna zmarzlina. Roczne opady zawierają się w przedziale od 250 do 500 mm.
Dsc tak jak Dsa i Dsb jest połączony z górami w pobliżu klimatu śródziemnomorskiego i jest najrzadziej spotykanym z tych trzech klimatów, z powodu wysokiej wysokości potrzebnej do wytworzenia się tego klimatu.
Dfc – klimat subarktyczny, sroga zima, brak pory suchej, chłodne lato. Średnia temperatura najzimniejszego miesiąca wynosi –3 °C lub mniej. Od jednego do trzech miesięcy ze średnią temperaturą powyżej 10 °C. Opady są równo rozłożone w całym roku. Przez większość roku dominują kontynentalne, polarne i arktyczne masy powietrza. Jest to jeden z najczęściej występujących klimatów na Ziemi.
Przykładowe lokalizacje z klimatem Dfc:
- Syberia, Rosja[7]
- Sodankylä, Finlandia[51]
- Jukon, Kanada[38].

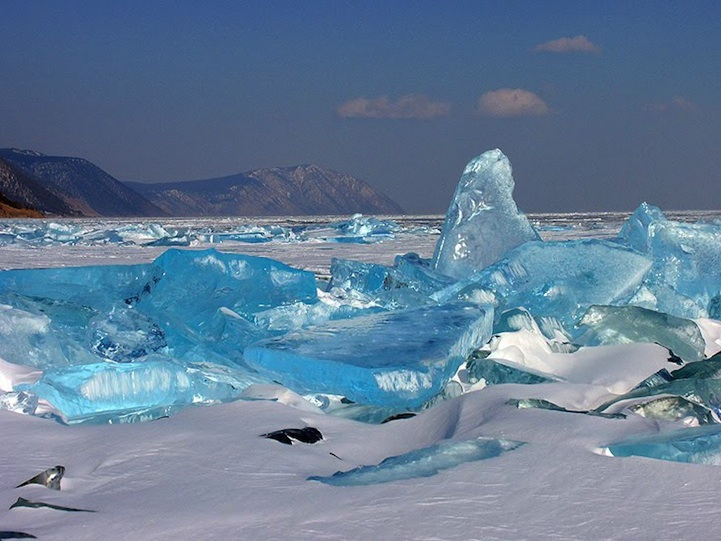
Jezioro Bajkał w zimie, klimat subarktyczny (Dwc)

Dwc – klimat subarktyczny, sroga i sucha zima, chłodne lato. Lato jest krótkie i chłodne. Zimy są bardzo długie z długim okresem bardzo niskich temperatur i bezchmurnego nieba. Ogromna zmienność pogody w ujęciu rocznym i z dość dużym zakresem rocznych temperatur. Często występująca wieczna zmarzlina.
Przykładowe lokalizacje z klimatem Dwc:
- Nerczyńsk, Rosja[38]
- Irkuck, Rosja[50]
- Lhasa, Tybet[52]

### Klimat kontynentalny subarktyczny z nadzwyczaj mroźną zimą (Dfd, Dwd)
Występuje tylko we wschodniej Syberii. Średnia temperatura najzimniejszego miesiąca wynosi –38 °C lub mniej. Średnia temperatura najcieplejszego miesiąca jest większa niż 10 °C. Opady są równomiernie rozłożone w ciągu roku.

## Klimat polarny (E)

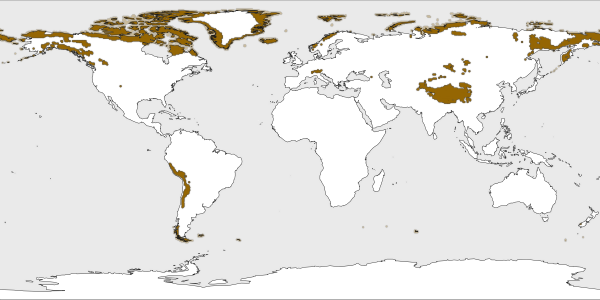
Występowanie polarnego klimatu tundry (ET)

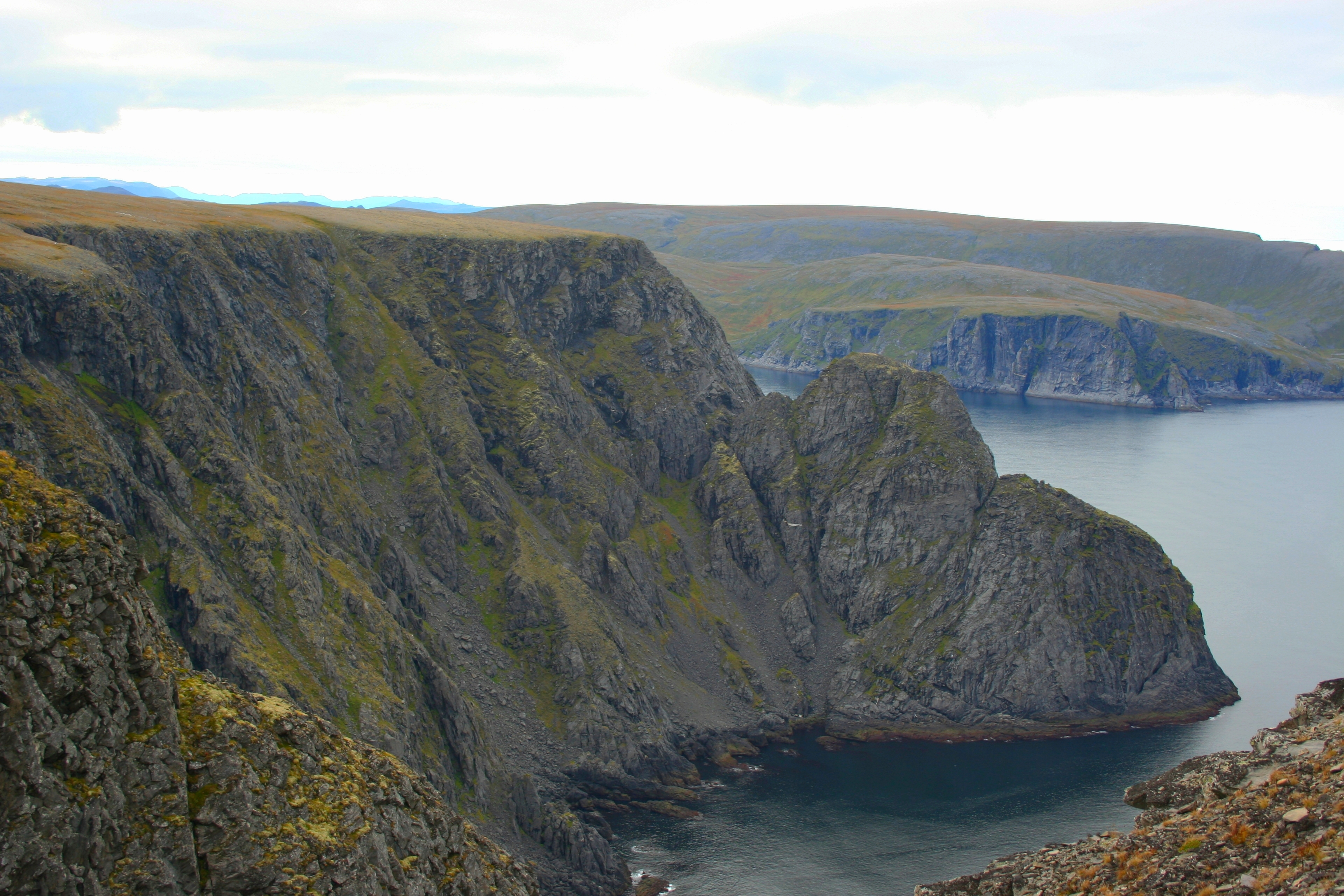
Okolice przylądka Nordkapp, klimat polarny, tundry (ET)

Klimaty polarne mają cały rok niskie temperatury, ze średnią temperaturą najcieplejszego miesiąca poniżej 10 °C. Polarne klimaty występują na Ziemi na północnych obszarach przybrzeżnych Ameryki Północnej, Europy, Azji na Grenlandii na Antarktydzie.

### Klimat tundry (ET)
Średnia temperatura najcieplejszego miesiąca jest poniżej 10 °C, ale powyżej 0 °C. Opady są na ogół większe niż potencjalna ewapotranspiracja. Czynnikami kształtującymi ten klimat są stała obecność mas powietrza znad Arktyki i Antarktydy, a także wir polarny i sąsiedztwo oceanu.
Ten klimat zasadniczo nie ma lata i co najmniej 9 miesięcy ma średnie temperatury poniżej zera. Z powodu niskich temperatur jest bardzo niskie parowanie. Opady są zwykle mniejsze niż 250 mm. Wiatry na ogół są silne i zimne.
Lokalizacja: praktycznie niezamieszkane regiony w Ameryce Północnej, na Grenlandii i Eurazji, także graniczące z Oceanem Arktycznym, Półwysep Antarktyczny i wiele wysp polarnych, a także południowo-zachodnie wybrzeże Ameryki Południowej (omywane zimnym prądem Peruwiańskim) oraz wysokie góry Azji Centralnej i Południowej.

### Klimat lądolodu (EF)
Wszystkie 12 miesięcy ma średnią temperaturę poniżej 0 °C. Opady są większe niż potencjalna ewapotranspiracja. Klimat kształtuje stała obecność arktycznych lub antarktycznych mas powietrza, a także wiru polarnego. Chłód klimatu potęgują stała pokrywa lodowa i wysokie wzniesienia nad poziom morza.
Lokalizacja: głównie Antarktyda (Scott Base, Wostok) oraz wewnątrz Grenlandii (Eismitte, North Ice).